# Distrito de Harborough
Harborough es un distrito no metropolitano del condado de Leicestershire (Inglaterra). Fue constituido el 1 de abril de 1974 bajo la Ley de Gobierno Local de 1972 como una fusión del distrito urbano de Market Harborough y los distritos rurales de Market Harborough, Lutterworth y Billesdon.

## Geografía
Según la Oficina Nacional de Estadística británica, Harborough tiene una superficie de 591,78 km².

## Demografía
Según el censo de 2001, Harborough tenía 76 559 habitantes (49,59% varones, 50,41% mujeres) y una densidad de población de 129,37 hab/km². El 20,15% eran menores de 16 años, el 72,61% tenían entre 16 y 74, y el 7,24% eran mayores de 74. La media de edad era de 39,55 años. 
Según su grupo étnico, el 97,86% de los habitantes eran blancos, el 0,64% mestizos, el 1,04% asiáticos, el 0,19% negros, el 0,16% chinos, y el 0,1% de cualquier otro. La mayor parte (96,22%) eran originarios del Reino Unido. El resto de países europeos englobaban al 1,76% de la población, mientras que el 0,63% había nacido en África, el 0,78% en Asia, el 0,34% en América del Norte, el 0,06% en América del Sur, el 0,2% en Oceanía, y el 0,02% en cualquier otro lugar. El cristianismo era profesado por el 77,98%, el budismo por el 0,14%, el hinduismo por el 0,47%, el judaísmo por el 0,13%, el islam por el 0,23%, el sijismo por el 0,3%, y cualquier otra religión por el 0,14%. El 14,04% no eran religiosos y el 6,56% no marcaron ninguna opción en el censo.
El 38,8% de los habitantes estaban solteros, el 47,78% casados, el 1,82% separados, el 5,71% divorciados y el 5,89% viudos. Había 30 849 hogares con residentes, de los cuales el 23,97% estaban habitados por una sola persona, el 6,95% por padres solteros con o sin hijos dependientes, el 67,76% por parejas (58,3% casadas, 9,46% sin casar) con o sin hijos dependientes, y el 1,32% por múltiples personas. Además, había 1318 hogares sin ocupar y 74 eran alojamientos vacacionales o segundas residencias.